# U.S. National Championships 1881

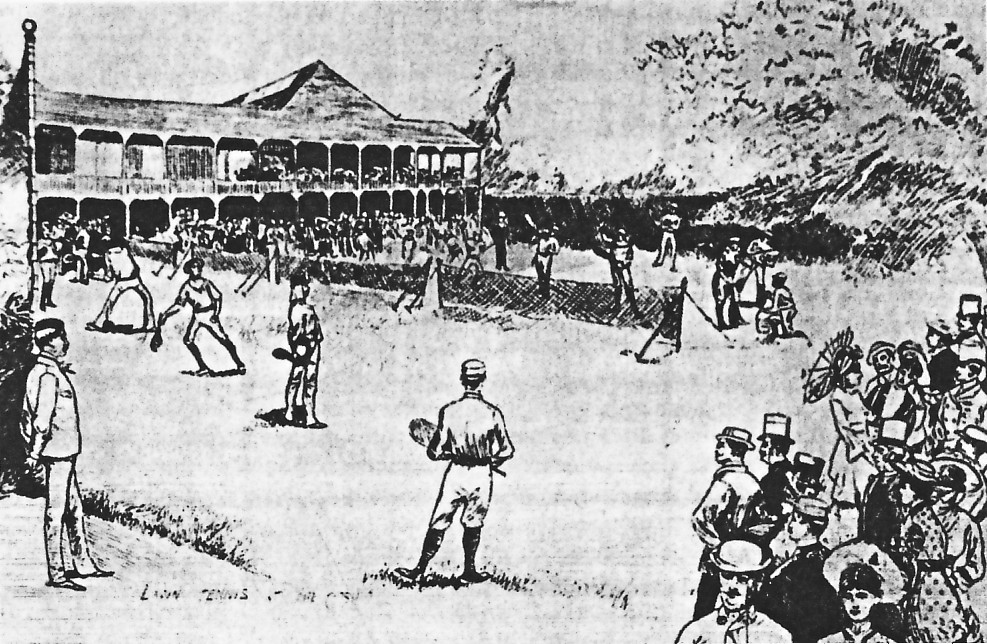
Erste Tennismeisterschaften der USA 1881 in Newport, Rhode Island.

Die 1. U.S. National Championships 1881 waren ein Tennis-Rasenplatzturnier. Es fand vom 31. August bis 3. September 1881 im Newport Casino in Newport, Rhode Island, Vereinigte Staaten statt.